# Sonate K. 516
La sonate K. 516 (F.460/L.S.12) en ré mineur est une œuvre pour clavier du compositeur italien Domenico Scarlatti.

## Présentation
La sonate en ré mineur, K. 516, est notée Allegro et forme une paire avec la sonate suivante. Le manuscrit de Parme présente celle-ci (no 4), après la K. 517 (no 3), en indiquant qu'il faut jouer la no 4 d'abord, contrairement à Venise, que suivent Ralph Kirkpatrick et les autres sources. La K. 516 est une pièce dansante qui module dans des tonalités éloignées.

## Manuscrits
Le manuscrit principal est le numéro 6 du volume XIII de Venise (1753), copié pour Maria Barbara ; les autres sont Parme XV 4, Münster I 59, Vienne D 9.

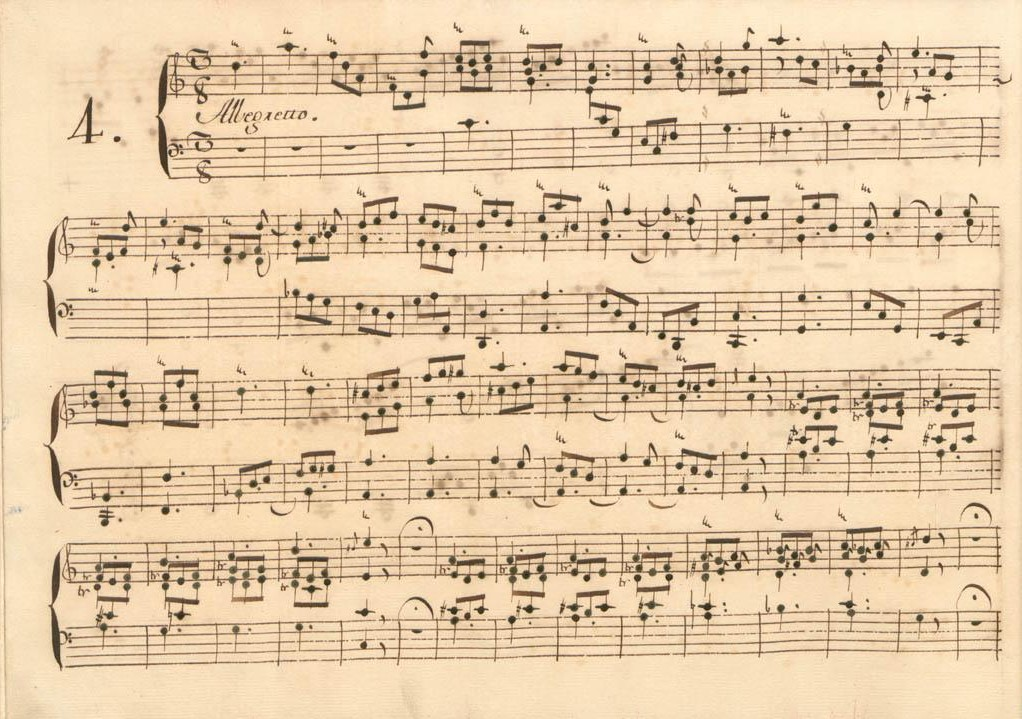
Parme XV 4.
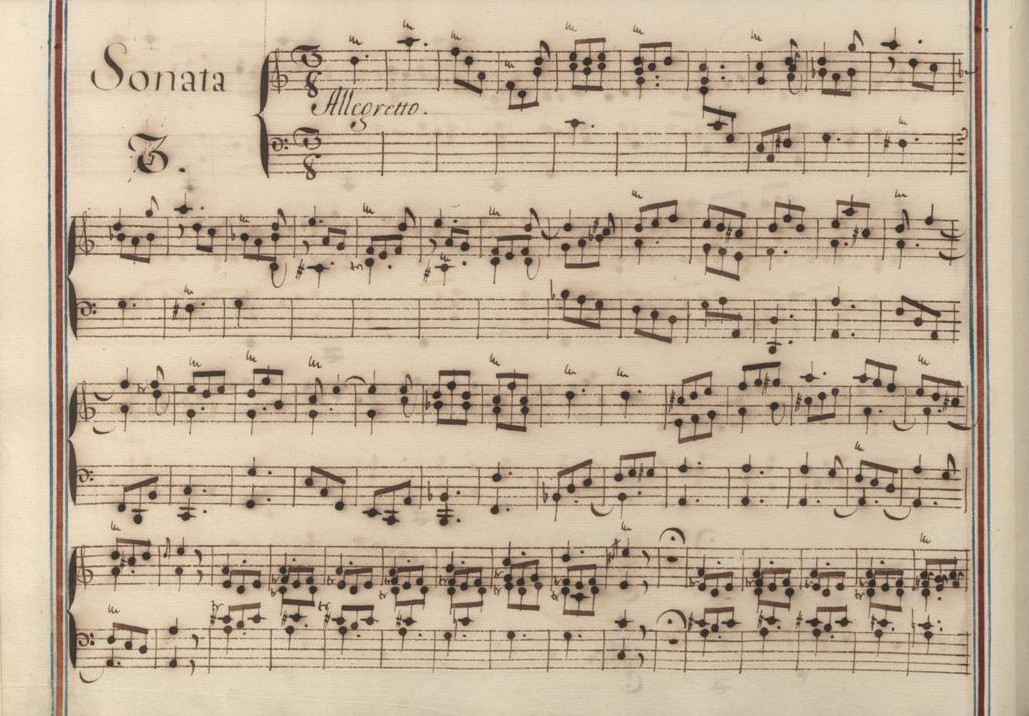
Venise XIII 3.

## Interprètes
La sonate K. 516, peu jouée, est défendue au piano par András Schiff (1987, Decca), Christian Zacharias (1981, EMI), Beatrice Long (1996, Naxos, vol. 4) ; au clavecin par Scott Ross (Erato, 1985), Virginia Black (1986, EMI), Robert Wooley (1987, EMI), Carole Cerasi (2010, Metronome), Frédérick Haas (2016, Hitasura) et Lillian Gordis (2018, Paraty).

## Sources
: document utilisé comme source pour la rédaction de cet article.
- Ralph Kirkpatrick (trad. de l'anglais par Dennis Collins), Domenico Scarlatti, Paris, Lattès, coll. « Musique et Musiciens », 1982 (1re éd. 1953 (en)), 493 p. (ISBN 978-2-7096-0118-4, OCLC 954954205, BNF 34689181).
- Alain de Chambure, « Domenico Scarlatti : Intégrale des sonates — Scott Ross », p. 231–232, Erato (2564-62092-2), 1985 (OCLC 891183737) .